# دهستان سیمینه‌رود

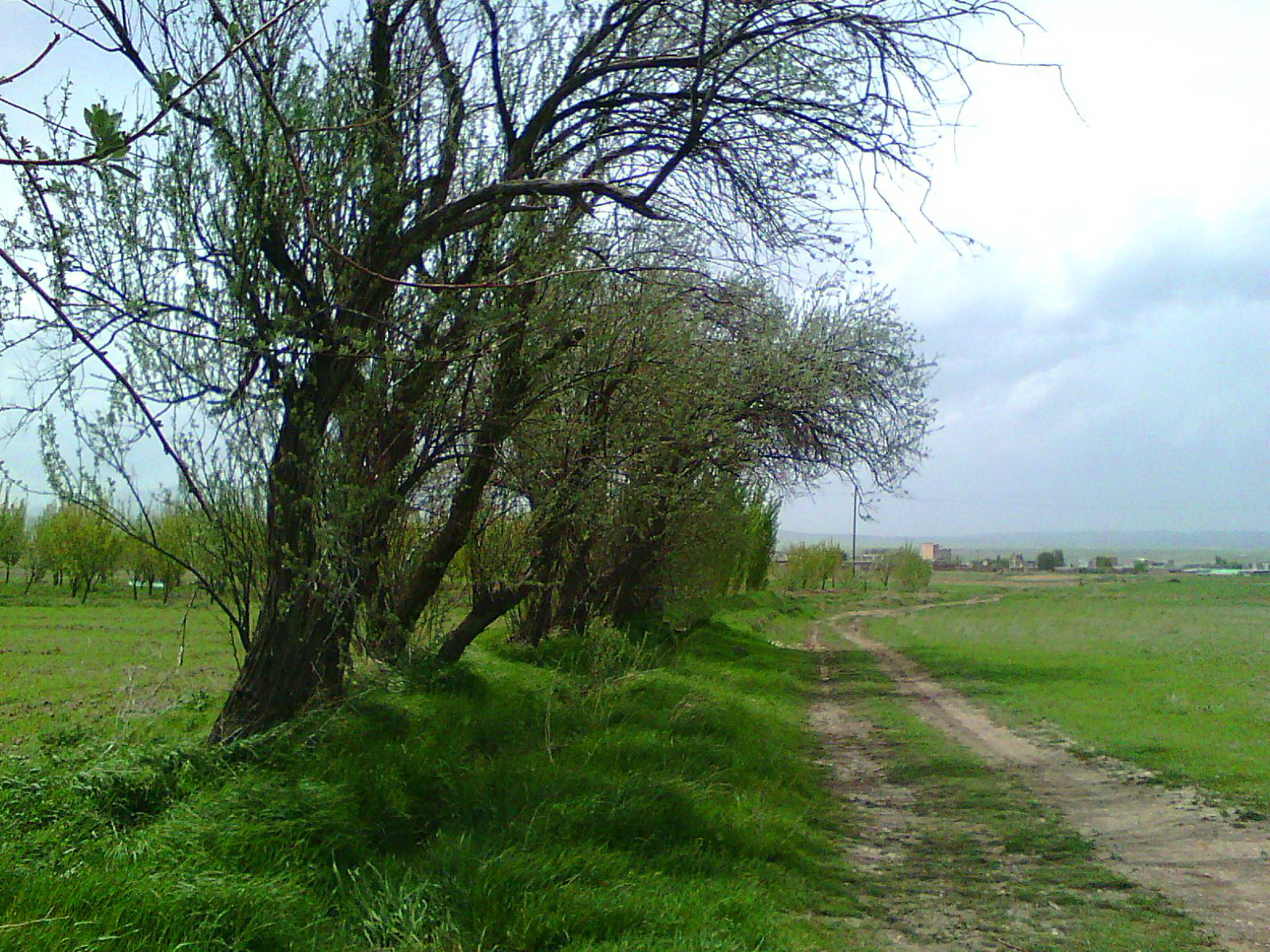

سیمینه رود، دهستانی است از توابع بخش مرکزی شهرستان بهار در استان همدان ایران است.

## جمعیت
براساس سرشماری سال ۱۳۸۵ جمعیت آن ۱۳٬۲۴۳ نفر (۳٬۲۸۶ خانوار) بوده‌است.